# Clădirea fostei Societăți Naționale a Crucii Roșii, filiala Orhei (Orhei)
Clădirea fostei Societăți Naționale a Crucii Roșii, filiala Orhei este o clădire amplasată pe str. I. Creangă, 3 în Orhei, Republica Moldova. Este un monument arhitectural de importanță națională inclus în Registrul monumentelor Republicii Moldova ocrotite de stat cu nr. 998 (raionul Orhei). Datează din anii 1930.